# Котовка (Нижегородская область)
Ко́товка — село в Ардатовском районе Нижегородской области Россия. Ранее входило в состав упраздненного Котовского сельсовета. В данный момент входит в состав городского поселения рабочего поселка Ардатов.

## Этимология
Существуют две версии происхождения топонима. Согласно первой версии, название произошло от большого количества диких кошачьих в окрестных лесах. По другой версии, название происходит от личных прозвищ основателей села — возможно, первоначальным названием было «Котковка». Среди жителей села до сих пор распространены такие «кошачьи» фамилии, как Котков и Мурычев.

## История
Люди переселились сюда очень давно, так давно, что и даты поселения нигде нет. Говорят, что церковь в селе существовала более 200 лет, а люди жили и до этого. В середине XIX в. с. Котовка было расположено при слиянии речек Новолейки и Ужовки, в 6 верстах от Ардатова, по правую сторону от проселочной дороги, соединявшей Ардатов с почтовым трактом Арзамас- Муром. Село относилось ко второму стану Ардатовского уезда Нижегородской губернии.
В селе действовала православная церковь. Церковь была деревянной. Богослужение в ней проходило до 1935 г. В селе жили священник, монахини, староста, дьяк. В 1969 г. церковь по инициативе первого директора совхоза «Котовский» была сломана. Когда собрались летом ее ломать, люди сошлись со всего села. Большинство было против, но все подчинились властям. На месте церкви построен Дом культуры. Когда проходило строительство, при рытье котлована в земле находили человеческие останки, кости, волосы. В селе проживают православные крестьяне. Жила одна семья, в которой были евангелисты. На свои собрания Ульяна Тимофеевна Козлова ходила в г. Кулебаки. В 1980-х гг. она умерла, в селе живет ее сын.
До 1861 г. село считалось помещичьим. В барском имении был великолепный парк со старинными липовыми аллеями, который до сих пор является местной достопримечательностью. Хозяев имения звали Дмитрий и Павел. Поэтому, наверное, и село было поделено на участки, которые до сих пор носят названия: Митин конец, Середка, Казенный конец, Слободка.
Б. А. Садовской так характеризовал одного из хозяев имения:

Князь Дмитрий Федорович Звенигородский, отставной кирасирский ротмистр, был выгодно женат. Отец его получил от императора Павла сто душ при селе Котовке. Юным офицером князь проиграл казенные деньги. Дав зарок в случае удачи не брать карт в руки, он отыгрался и свято сдержал обещание. Однако доказать свое княжество Звенигородский не мог: бумаги пропали, и ему было предложено не именовать себя князем. Изъявляя согласие, он на той же бумаге подписался: «князь Звенигородский». Позже детям его удалось вернуть себе титул. В старости разбогатевший князь превратился в скрягу: считал спички, носил холщовое белье, куртку из солдатского сукна и грубые сапоги. Любил есть пшенную кашy с конопляным маслом, густо посыпанную сахаром. В то же время прикупал землю, и состояние его к концу 80-х годов доходило до двухсот тысяч.

Земли в селе были песчаными, неплодородными. На единоличных полосах возделывались рожь, просо, гречиха. для изготовления одежды сеяли лен. Его выращивали, убирали, стлали, теребили, пряли пряжу, ткали холсты. Из холстов шили одежду. Из обуви носили лапти. В них надевали портянки, онучи. Лапти плели из лыка, которое сдирали с лип, растущих в здешнем лесу. Зимой носили и валенки. Одевались и обувались в то, что производилось в своем хозяйстве. Земля в Котовке находилась в общинном владении. Крестьян, имевших собственную - «вечную» - землю, в 1880-х гг. в селе не было. Свою землю жители Котовки обрабатывали самостоятельно, работников не нанимали, наделы в аренду не сдавали.

В селе была развита внеобщинная аренда, крестьяне старались прежде всего развить свое сельское хозяйство посредством арендования помещичьих имений и найма земли за наличные деньги. До 105 десятин котовцы арендовали в удельном ведомстве и у помещицы Поликарповой. Величина общинного душевого надела колебалась от 1,3 до 2,5 десятины, обладателями этого самого большого в селе надела были не более 60 человек. Урожай хлебов редко превышал сам - три. На усадебной земле сеяли коноплю, с XIX в. здесь же стали сажать картофель. Огородников в селе не было, овощи покупали у арзамасских огородников: 
«Если бы не Арзамас, то совсем бы не было из чего и щей сварить, спасибо ему! Он весной привезет лучку отведать, а осенью капустки». 
В середине 1880-х гг. в Котовке проживало 485 жителей: 235 мужчин и 250 женщин. В селе числилось 83 семьи и 85 домов. На крестьянских подворьях держали 80 лошадей, 105 коров, 205 голов мелкого скота. Кроме земледелия, население села исстари занималось кустарным промыслом. В такие праздники, как Ильин день, Покров, в Ардатове проводились ярмарки.
В XIX в. Котовка наряду с с. Виняевом, ныне входящим в состав Слизневского сельсовета Арзамасского района Нижегородской области, являлась важнейшим центром гончарного производства в Ардатовском уезде. Глина в селе была своя, рыли ее менее чем в версте от села. Не считая труда и перевозки, обходилась она даром. Однако в отличие от серой глины, которую виняевцы добывали на арендованных землях, черная котовская глина считалась худшего качества. Чтобы добыть глину получше, котовцам приходилось копать ямы в сажень глубиной. Котовские кустари специализировались на изготовлении глиняной посуды и дымовых труб для крестьянских белых изб и христианских храмов. Трубы пользовались большим спросом в Тамбовской губернии, много труб поставляли в Темниковский уезд, где они стоили 80 коп., в Ардатове их продавали по 40 коп. Посуда котовцев продавалась в Ардатове на базаре и по уезду с возов в обмен на хлеб. На воз горшков можно было наменять полторы четверти ячменя и в придачу овса на прокорм лошади. Котовская керамика не красилась, краска на черной глине не держалась-вынув из горна, посуду зарывали в навоз, благодаря чему она получала черно-синюю окраску, по которой ее легко можно было отличить от крашеной виняевской или какой-либо другой глиняной посуды . Горны в Котовке находились на берегу речки. Для устройства горнов мастера объединялись по 4 - 6 человек. Индивидуальны горнов в селе не было. В качестве дров для обжига использовали «краснолесье». Лучшими дровами считались сосновые чурки. Вздорожание лесов после 1861 г. и конкуренция металлургических заводов привели к сокращению гончарного промысла в Котовке.
В 1884 г. в селе насчитывали 15 домов и 20 мастеров, регулярно занимавшихся гончарным делом: производством керамических горшков, кувшинов, кринок, тарелок, сковород, корчаг и труб. Женщины и дети участвовали в промысле лишь как подсобные рабочие. Основным промысловым сезоном для котовских мастеров была осень. Весной горны заливало паводком. Летом котовцы занимались полевыми работами; как бы то ни было, а сельское хозяйство котовцы считали самой главной и стабильной основой своего благосостояния. Зимой котовские крестьяне считали более выгодным для себя уходить на лесные промыслы- пилку леса, возку дров. В 1850—1860-х гг. в селе занимались производством деревянных саней и долбленых лодок, к 1884 г. этот промысел исчез, зато сильно развился плотницкий отход. Еще старики рассказывали, что на реке была водяная мельница, она принадлежала частнику. Имелась также и частная шерстобойня.
Согласно документам 1910 г. в состав Котовской волости входило 10 населенных пунктов: Котовка, Дубовка, Измайловка, Леметь, Новолей, Обход, Туркуши, Ухсовка, Урвань, Чуварлейка.
В давние времена школы в селе не было. В 1867 г. была организована начальная школа. Она размещалась по свободным избам. В школе обучали и по вечерам, в свободное от работы время, людей более преклонного возраста. В селе грамотных было очень мало. В с. Котовка проживали и проживают только русские. Исключение составляют некоторые семьи, в которых муж или жена другой национальности: чуваши, марийцы, украинцы. Они приехали в село уже в наше время.
В 1910 г. в Котовке насчитывалось 142 двора, село было разделено на пять общин.
К 1912 г. число дворов сократилось до 133; в селе проживало 716 человек. На крестьянских подворьях держали 391 голову домашнего скота.
Советская власть в с. Котовка установлена в 1918 г. В 1927 г. был организован сельский Совет. Гражданская война мало коснулась села. Военных действий не было, но жители, участвовавшие в Гражданской войне, были. Участником трек войн был Федор Васильевич Ушаков. Он участвовал в финской, Гражданской и Великой Отечественной войнах.
В 1931 г. в с. Котовка был образован колхоз, который назвали «Новый путь». Колхозными активистами были Шкретов и Киселев. Раскулачили Соколовых, Елудиных, Мурычевых, Масловых, Котковых. Их сослали. Первым председателем колхоза была Анна Андреевна Филина, вторым- Сергей Андреевич Семочкин. Жители вступали в колхоз не очень охотно.
Во время Великой Отечественной войны было призвано из села 132 человека, погибло около 90 человек. Очень тяжело было женщинам, взявшим всю тяжесть работы и воспитания детей на себя. Старались переносить тяготы жизни вместе, сообща. Молодых девушек гоняли на рытье окопов. С 1958 г. колхоз назывался «Котовский». В него входили с. Котовка и д. Новолей. В 1969 г. колхоз был преобразован в совхоз. В него вошли колхозы «Котовский», «Измайловский» и «Гуськовский». Котовка стала центральной усадьбой. После создания совхоза «Котовский» хозяйство начало преобразовываться. В селе стала оставаться молодежь, развернулось строительство квартир, производственных объектов. Молодежь в основном живет в совхозных квартирах.
В период 1970—1980-х гг. выросла целая улица Молодежная, построены дом культуры, контора совхоза, магазин, новый детский сад, проложены асфальтовые дороги по двум улицам села, асфальтовая дорога, соединяющая село с районным центром.
В 1993 г. в с. Котовка числилось 226 хозяйств, проживало 665 человек. Население было занято в основном в сельском хозяйстве. Часть жителей работала и в сфере обслуживания. В селе много молодежи. Если взять обычное крестьянское подворье, то в хозяйстве имелись корова, свиньи, мелкий скот. Приусадебные участки составляли 0,30 - 0,40 га. Из-за бедности почв и близости грунтовых вод в селе садоводством не занимались. Выращивали картофель и другие овощи для себя и личного скота.
Молодежь в последние годы начала строительство своих домов, стала больше обзаводиться личным подсобным хозяйством. Инфляция коснулась и села. В селе резко сократилась рождаемость.

## Географическое положение
Село Котовка находится на юго-западе Нижегородской области России на автомобильной дороге Ардатов — Котовка, на обоих берегах речки Ужовки. Административный центр муниципального округа Ардатов находится в 7 км к юго-востоку от Котовки. 
Село соединено асфальтированной дорогой на востоке с деревней Обход (расстояние 1, 5 км) и просёлочными дорогами на севере — с сёлами Чуварлейкой (4 км) и Измайловкой (5 км), на юге — с покинутым посёлком Гуським (4 км), на западе — с деревней Урванью (3 км), 
на северо-западе — с деревней Новолей (3 км). Село окружено лесами, перемежающимися с полями. На западной окраине имеется небольшой ручей, впадающий в реку Ужовку. Высота над уровнем моря около 129 метров.
Село Котовка, как и вся Нижегородская область, находится в часовой зоне МСК (московское время). Смещение применяемого времени относительно UTC составляет +3:00.

## Административная принадлежность
Село Котовка входит в состав административно-территориального образования Рабочий посёлок Ардатов Ардатовского муниципального округа Нижегородской области Российской Федерации.

## Климат
Село находится в зоне умеренно-континентального климата, который характеризуется холодной продолжительной зимой и тёплым, но достаточно коротким летом. За год выпадает в среднем 450—550 мм осадков, из них 68 % — в виде дождя и 32 % — в виде снега. Среднегодовая относительная влажность воздуха — 76 %. Снежный покров достигает 50 см, а в особо снежные зимы может достигать одного метра и более.
Весна приходит резко, обычно к середине апреля, при этом вплоть до середины мая нередки заморозки. Лето сравнительно короткое и достаточно жаркое — в отдельные годы температура может достигать 36 °C. Шапка лета приходится на июль. В конце весны и лета нередки грозы — их может случаться до 20 за год, почти каждый год выпадает град. Осень приходит в сентябре и стоит до начала ноября, но уже в сентябре нередки заморозки. Зима наступает в начале ноября и продолжается до середины марта. Обычно первый снег выпадает в октябре и держится в течение пяти месяцев, сходит к 10—15 апреля. Почва промерзает на глубину 70—90 см.
Вегетационный период составляет 189 дней, продолжительность безморозного периода — 137 дней.

## Население
| Численность населения | Численность населения | Численность населения | Численность населения | Численность населения | Численность населения | Численность населения | Численность населения | Численность населения | Численность населения | Численность населения |
| 1719                  | 1859                  | 1890                  | 1897                  | 1912                  | 1916                  | 1993                  | 1999                  | 2002                  | 2010                  | 2021                  |
| --------------------- | --------------------- | --------------------- | --------------------- | --------------------- | --------------------- | --------------------- | --------------------- | --------------------- | --------------------- | --------------------- |
| 162                   | ↗559                  | ↘485                  | ↗666                  | ↗716                  | ↘603                  | ↗665                  | ↘622                  | ↘600                  | ↘478                  | ↘383                  |

## Инфраструктура
В селе пять улиц: Заречная, Клубная, Молодёжная, Центральная и Школьная.